# Eugénie Gruyer-Brielman
Pour les articles homonymes, voir Clet.
Eugénie Gruyer-Brielman, ou Henriette Eugénie Gruyer, ou Eugénie Claire Gruyer-Brielman, née Henriette Eugénie Clet à Grenoble le 2 novembre 1837 et morte à Sassenage le 5 décembre 1921, est une artiste peintre et dessinatrice française.

## Biographie
Henriette Eugénie Clet est née à Grenoble le 2 novembre 1837, de Françoise Pellet et Jean Sébastien Clet, entrepreneur de travaux de construction.
Elle se marie avec Jules Isodore Gröll (1833-1868) le 4 février 1858 à Grenoble, mais devient veuve précocement.

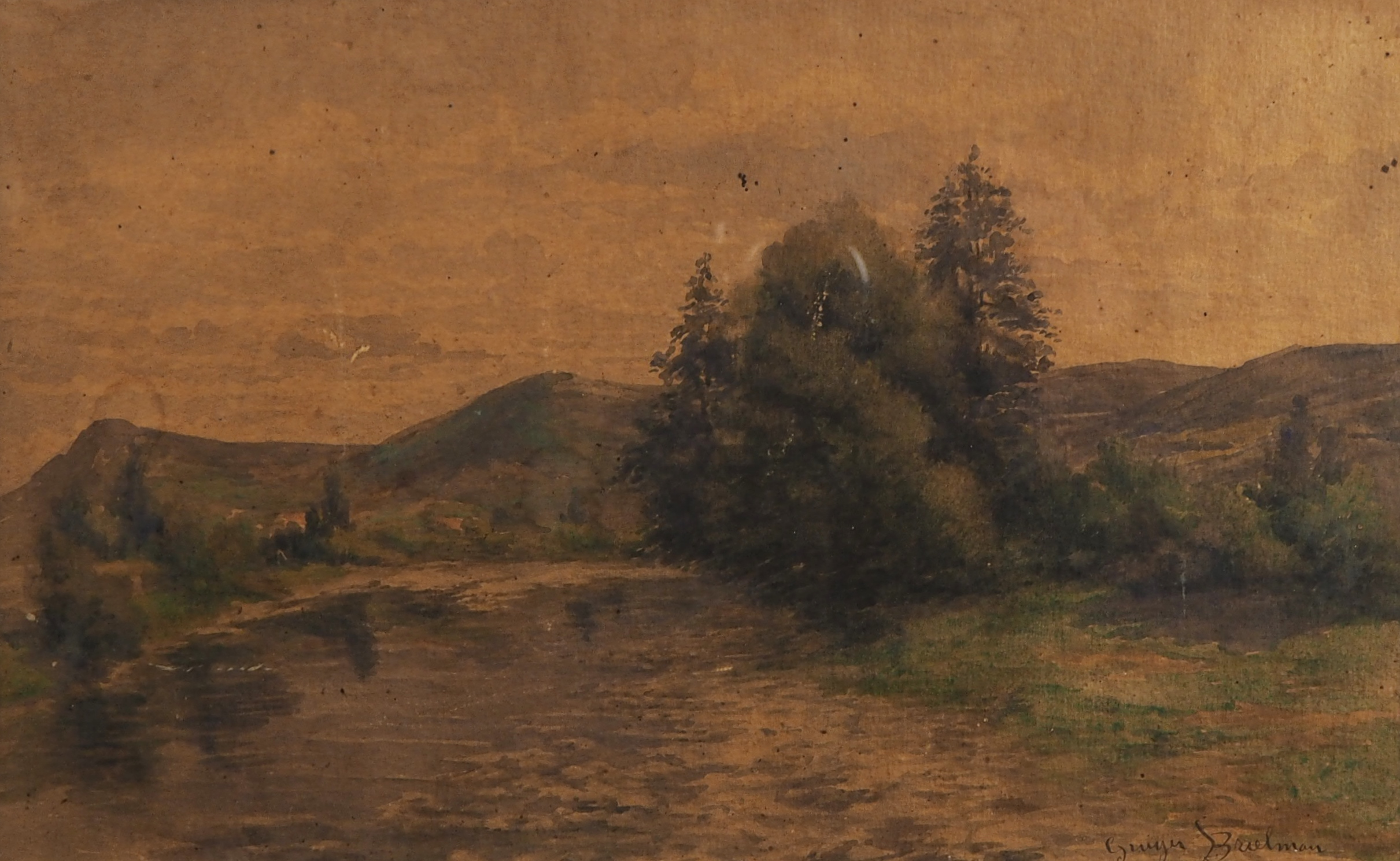
Vue du Furon vers le Rolandière, aquarelle, localisation inconnue.

Après avoir appris les rudiments de la peinture auprès de M. de Serre et de son père, ou son frère selon les sources, elle fait ses études à l'Académie Julian de Paris, où elle est l'une des élèves de Tony Robert-Fleury,. Elle se consacre au dessin et à la peinture de genre, en réalisant à la gouache ou à l'aquarelle des paysages, des fleurs ou des natures mortes,.
Elle se remarie le 5 juin 1875 à Grenoble avec Jean Hector Gruyer (1827-1908), ténor lyrique international, futur maire de Sassenage de 1881 à 1898, conseiller général de l'Isère et vice-président de la Société des amis des arts de Grenoble de 1880 à 1895,,. Elle devient par ce biais la belle-sœur du peintre Henri Blanc-Fontaine,, qui est aussi son voisin et qui lui donne des conseils artistiques. Au fil du temps, ils entretiendront une correspondance où ils parlent d'art et peinture.
Avec son deuxième mari, Eugénie Gruyer habite « La Grand'Vigne », propriété des Côtes-de-Sassenage. Sa maison est fréquentée par le groupe d'artistes peintres de l'école dauphinoise, notamment Jean Achard ou Auguste Ravier. Femme cultivée, elle dispose d'une vaste bibliothèque et elle est appréciée pour sa conversation,.
Elle expose à partir de 1875 sous le nom d'Eugénie Claire Gruyer-Brielman ou Eugénie Gruyer-Brielman,. Pour créer son nom d'artiste, elle adjoint à son nom marital celui de Brielman, famille d'artistes peintres apparentée à son époux Jean Hector Gruyer.
Elle participe au Salon organisé par la Société des amis des arts de Grenoble, et à celui de Paris. Encouragée par de bons résultats, elle présente en 1878 la gouache Marché aux fleurs et l'aquarelle L'Église de Petit-Bry, à Bry-sur-Marne (Seine-et-Marne) mais l'accueil, apparemment, est tiède. Dans son ouvrage Femmes artistes au Salon de 1878 et à l'Exposition universelle, Anatole Alès commente caustiquement l'œuvre d'Eugénie Gruyer-Brielman en ces termes : « Des éventails, nous parlerons peu. Soit par fatigue, soit par sévérité injuste, nous ne les trouvons pas brillants. Le Marché aux fleurs d'Eugénie Gruyer, qui signait hier Brielman, et obtenait sous ce nom un prix à l'Union centrale, a des groupes heureux, mais l'ensemble est inondé de laque ; le Coin de bois copié sur Delobbe par Alice Lévy est meilleur […] »
Cependant, le talent d'Eugénie Gruyer-Brielman est apprécié. En 1885, elle est nommée officier d'académie. À cette époque elle est professeure de dessin à l'école publique de la rue Doudeauville à Paris.
Henri Blanc-Fontaine lui écrivait encore en 1883 : « Hector a eu une excellente idée et une bonne chance de pouvoir vous offrir un tableau de Verné H., je serais très heureux aussi de l'examiner et d'en faire mon profit. Il est très bon d'avoir quelques uns de ces exemples vigoureux comme aussi les aquarelles de Ravier ; il y a d'excellents enseignements à en tirer à la condition toutefois de ne pas chercher à les imiter (du reste, je sais que je prêche une convertie). Il faut prendre ces objets d'art non pas comme une nourriture habituelle mais comme un excitant […]. Les Ravier surtout sont parfaits pour la simplicité et la vigueur de l'effet ; une seule lumière principale à laquelle, par des valeurs intimes, tout est subordonné ; et toujours, n'oublions pas le dessin, le dessin d'ensemble et le caractère, donner à chaque chose alors, la place qu'elle occupe, sa physionomie propre, ce qui la distingue de ses congénères. Par ce moyen, on arrive à la variété, on fuit la monotonie, mortelle en art ; qu'il n'y ait jamais deux lignes, deux valeurs, deux tons semblables. Votre organisation très coloriste vous favorise beaucoup pour cela. »
Entre 1889 et 1900, elle expose le pastel La Jungfrau, une gravure et le tableau Effet de lumière, qui est reproduit dans le Catalogue illustré de l'exposition décennale des beaux-arts de 1889 à 1900 / Exposition universelle de 1900.
Elle obtient une mention honorable à l'Exposition universelle de 1900. Quelques années plus tard, au 28e Salon des femmes peintres et sculpteurs, Gruyer-Brielman obtient le second prix.
Grand-mère d'Henriette Gröll, elle lui donnera le goût des arts graphiques.
Eugénie Gruyer-Brielman meurt à Sassenage le 5 décembre 1921.

## Œuvres dans les collections publiques
Allemagne
- musée de Cologne[Lequel ?].

France
- Grenoble, musée de Grenoble : Coupe de raisins, 1881[26].
- Paris, Petit Palais[27] :
  - Jeune femme au bouquet, 1908 ;
  - Femme en noir.
- Puteaux, Centre national des arts plastiques : La Tricoteuse, 1874[28].